# عبدالله السبیعی
عبدالله السبیعی (عربی: عبدالله السبيعي؛ زادهٔ ۱۹ دسامبر ۱۹۹۳) یک ورزشکار اهل عربستان سعودی است.
او در باشگاه فوتبال الشباب عربستان سعودی مشغول بازی است.